# 杨仁选
杨仁选（1950年8月—2019年4月22日），男，汉族，中华人民共和国政治人物，曾任民建内蒙古自治区委副主委、内蒙古自治区国土资源厅副厅长，第十届、第十一届全国政协委员。

## 生平
2008年，当选第十一届全国政协委员，代表中国民主建国会，分入第八组。